# PKP Px48 sorozat

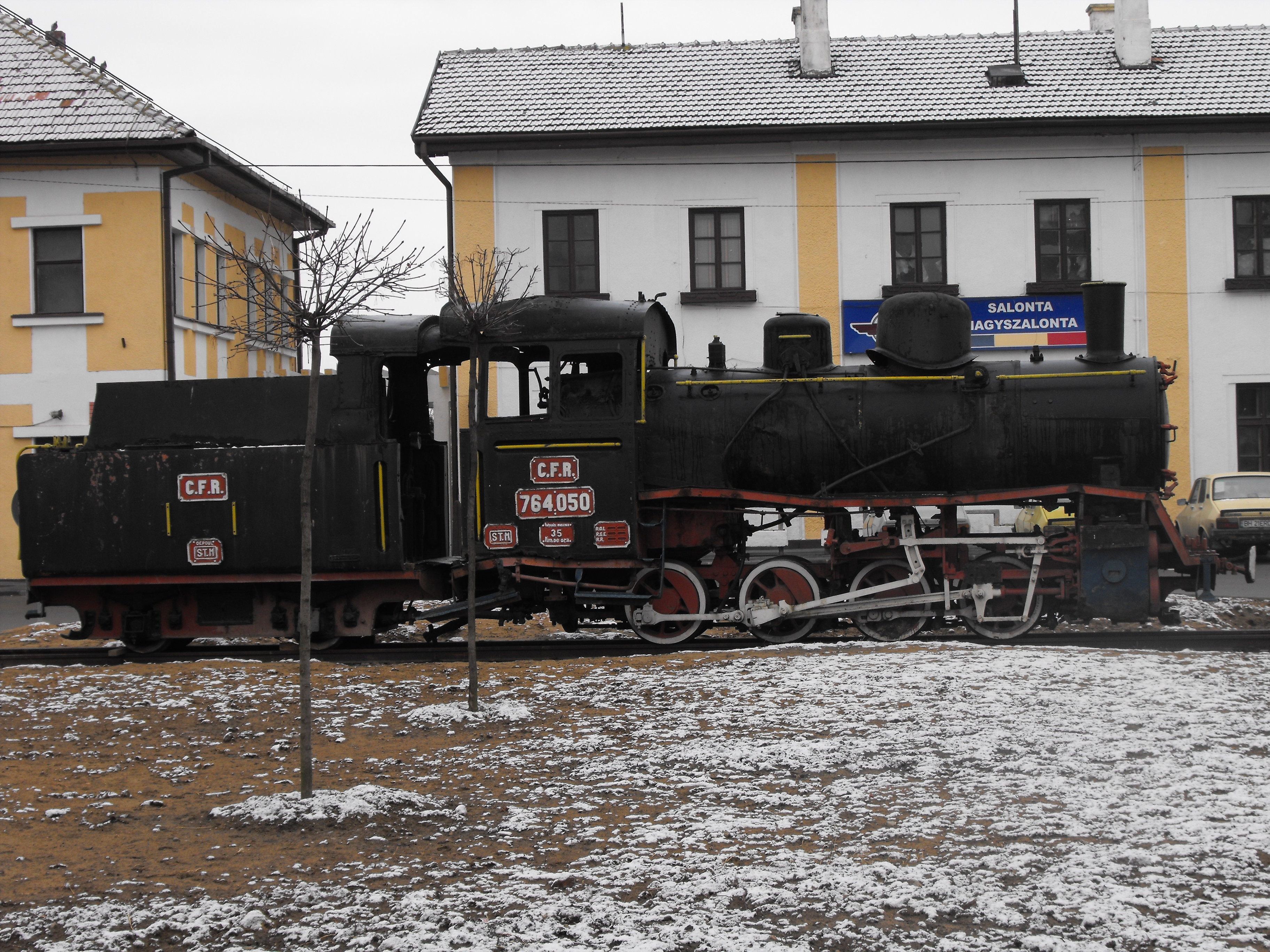
A CFR 764050 a nagyszalontai vasútállomáson

A PKP Px48 egy lengyel keskeny nyomtávú gőzmozdony sorozat volt. 1950 és 1955 között gyártotta a Fablok. Összesen 111 db készült belőle.

## Külső hivatkozások
- www.tabor.wask.pl - lengyel nyelven